# Sân bay quốc tế Polonia
Sân bay quốc tế Polonia, tên giao dịch quốc tế Polonia International Airport, (IATA: MES, ICAO: WIMM) là một sân bay ở thành phố Medan, Indonesia, cách quận kinh doanh trung tâm 5 km. Sân bay này phục nhiều thành phố, bao gồm:
- Jakarta
- Pekanbaru
- Banda Aceh
- Gunung Sitoli (Pulau Nias)
- Palembang
- Sibolga
- Pontianak
- Surabaya
- Dumai
- Padang
- Batam

và các chuyến bay đến Malaysia: Kuala Lumpur, Penang, Ipoh, Johor Bahru và Singapore.

## Đường băng và các trang thiết bị
Sân bay này có một đường băng (05/23) kích thước 2.900 m x 45 m. Bao quanh sân bay là khu vực dân cư, đó là lý do tại sao sau vụ rơi máy bay Mandala 091 lại dẫn đến nhiều người chết vào tháng 9 năm 2005. Sân bay có một nhà ga quốc tế và một nhà ga nội địa.

## Các hãng hàng không

### Nội địa
- Indonesia AirAsia
- Garuda Indonesia (Jakarta, Banda Aceh, Padang)
- Merpati
- Mandala Airlines
- Lion Air
- Jatayu
- Batavia Air
- Adam Air
- Sriwijaya Air
- Wings Air

### Quốc tế
- Malaysia Airlines (Kuala Lumpur, Penang)
- Air Asia (Kuala Lumpur)
- Singapore Airlines
  - Silkair (Singapore)